# Processo Wegener-Bergeron-Findeisen
Il processo di Wegener–Bergeron–Findeisen anche noto come processo della pioggia fredda, è un meccanismo di crescita dei cristalli di ghiaccio che si verifica nelle nubi a fase mista (contenenti una miscela di acqua sopraffusa e ghiaccio) in regioni dove la pressione del vapore ambientale si colloca tra la pressione di vapore di saturazione dell'acqua e la pressione di vapore di saturazione più bassa del ghiaccio. Questo ambiente è sotto-saturo per l'acqua liquida, ma sovrasaturo per il ghiaccio, portando a una rapida evaporazione dell'acqua liquida e a una rapida crescita dei cristalli di ghiaccio attraverso la deposizione del vapore. Se la densità del ghiaccio è bassa rispetto all'acqua liquida, i cristalli di ghiaccio possono crescere abbastanza da cadere fuori dalla nube, fondendosi in gocce di pioggia se le temperature a livelli inferiori sono sufficientemente calde.

## Storia
Il principio della crescita dei cristalli di ghiaccio attraverso la deposizione di vapore sui cristalli di ghiaccio a spese dell'acqua fu teorizzato per la prima volta dallo scienziato tedesco Alfred Wegener nel 1911 mentre studiava la formazione della brina vaporosa. Wegener ipotizzò che se questo processo avveniva nelle nubi e i cristalli crescevano abbastanza da cadere, poteva essere un meccanismo valido per la precipitazione. Sebbene il suo lavoro sulla crescita dei cristalli di ghiaccio attirò qualche attenzione, ci vollero altri 10 anni prima che la sua applicazione alla precipitazione venisse riconosciuta.
Nell'inverno del 1922, Tor Bergeron fece una curiosa osservazione camminando nei boschi. Notò che nei giorni in cui la temperatura era sotto lo zero, lo strato di nebbia che normalmente copriva la collina si fermava alla sommità delle chiome degli alberi invece di estendersi fino a terra, come accadeva nei giorni in cui la temperatura era sopra lo zero. Dopo aver familiarizzato con il lavoro precedente di Wegener, Bergeron ipotizzò che i cristalli di ghiaccio sui rami degli alberi stavano catturando il vapore dalla nebbia sopraffusa, impedendogli di raggiungere il suolo.
Nel 1933, Bergeron fu scelto per partecipare alla riunione dell'Unione Internazionale di Geodesia e Geofisica a Lisbona, in Portogallo, dove presentò la sua teoria sui cristalli di ghiaccio. Nel suo lavoro, affermò che se i cristalli di ghiaccio era significativamente più piccoli rispetto a quella delle goccioline d'acqua, questi ultimi potevano crescere abbastanza da cadere (ipotesi originale di Wegener). Bergeron teorizzò che questo processo potesse essere responsabile di tutte le piogge, anche nei climi tropicali, affermazione che causò parecchio disaccordo tra gli scienziati. Alla fine degli anni '30, il meteorologo tedesco Walter Findeisen ampliò e perfezionò il lavoro di Bergeron attraverso studi teorici ed esperimenti.

## Condizioni del processo
La condizione secondo cui il numero di goccioline dovrebbe essere molto maggiore del numero di cristalli di ghiaccio dipende dalla frazione di nuclei di condensazione della nuvola che successivamente agiranno come nuclei di ghiaccio. In alternativa, se presente una corrente ascensionale adiabatica, quest'ultima deve essere sufficientemente veloce in modo che un'elevata sovrasaturazione causi la nucleazione spontanea di molte più goccioline rispetto ai nuclei di condensazione delle nubi presenti. In entrambi i casi, ciò dovrebbe avvenire non molto al di sotto del punto di congelamento poiché ciò causerebbe la nucleazione diretta del ghiaccio. La crescita delle goccioline impedirebbe alla temperatura di raggiungere presto il punto di rugiada.
L'alta sovrasaturazione rispetto al ghiaccio, una volta presente, provoca la sua crescita rapida, catturando acqua dalla fase vapore. Se la pressione del vapore {\displaystyle p} scende al di sotto della pressione di saturazione rispetto all'acqua liquida {\displaystyle p_{w}}, le goccioline smetteranno di crescere. Questo potrebbe non accadere se {\displaystyle p_{w}} stesso sta diminuendo rapidamente, a seconda della pendenza della curva di saturazione, del gradiente termico verticale e della velocità del moto ascensionale, o se la diminuzione di {\displaystyle p} è lenta, a seconda del numero e delle dimensioni dei cristalli di ghiaccio. Se il moto ascensionale è troppo veloce, tutte le goccioline tenderebbero a congelare piuttosto che ad evaporare.
Un limite simile si incontra in una corrente discendente. L'acqua liquida evapora causando l'aumento della pressione del vapore {\displaystyle p}, ma se la pressione di saturazione rispetto al ghiaccio {\displaystyle p_{i}} aumenta troppo velocemente nella corrente discendente, tutto il ghiaccio si scioglierebbe prima che si formino i cristalli di ghiaccio grandi.
Korolev e Mazin hanno derivato espressioni per la velocità critica delle correnti ascendenti e discendenti:
{\displaystyle u_{up}={\frac {p_{w}-p_{i}}{p_{i}}}\eta N_{i}{\bar {r_{i}}},} :{\displaystyle u_{dn}={\frac {p_{i}-p_{w}}{p_{w}}}\chi N_{w}{\bar {r_{w}}},}
dove η e χ sono coefficienti dipendenti da temperatura e pressione, {\displaystyle N_{i}} e {\displaystyle N_{w}} sono le densità numeriche delle particelle di ghiaccio e liquide (rispettivamente), e {\displaystyle {\bar {r_{i}}}} e {\displaystyle {\bar {r_{w}}}} sono i raggi medi delle particelle di ghiaccio e di quelle liquide (rispettivamente).
Per valori di {\displaystyle N_{i}{\bar {r_{i}}}} tipici delle nubi, {\displaystyle u_{up}} varia da pochi {\displaystyle cms^{-1}} a pochi {\displaystyle ms^{-1}}. Queste velocità possono essere facilmente generate da convezione, onde o turbolenze, il che indica che non è raro che sia l'acqua liquida che il ghiaccio crescano contemporaneamente. In confronto, per valori tipici di {\displaystyle N_{w}{\bar {r_{w}}}}, sono necessarie velocità discendenti superiori a pochi {\displaystyle ms^{-1}} affinché sia l'acqua liquida che il ghiaccio si riducano contemporaneamente. Queste velocità sono comuni nei moti discendenti convettivi, ma non sono tipiche degli strati, per esempio.

## Formazione dei cristalli di ghiaccio
Il modo più comune per formare un cristallo di ghiaccio inizia con un nucleo di ghiaccio nella nube. I cristalli di ghiaccio possono formarsi attraverso deposizione eterogenea, contatto, immersione o congelamento dopo la condensazione. Nella deposizione eterogenea, un nucleo di ghiaccio viene semplicemente ricoperto di acqua. Nel contatto i nuclei di ghiaccio collidono con le goccioline d'acqua, che si congelano all'impatto. Nel congelamento per immersione, l'intero nucleo di ghiaccio è coperto da acqua liquida.
L'acqua si congela a temperature diverse a seconda del tipo di nuclei di ghiaccio presenti. I nuclei di ghiaccio causano il congelamento dell'acqua a temperature più elevate di quanto non accadrebbe spontaneamente. Affinché l'acqua pura si congeli spontaneamente (fenomeno chiamato nucleazione omogenea) la temperatura della nube dovrebbe essere di circa -35 °C. Di seguito sono riportati alcuni esempi con relativa temperatura di congelamento:
| Nucleo di ghiaccio | Temperatura di congelamento |
| ------------------ | --------------------------- |
| Batteri            | -2.6 °C                     |
| Caolinite          | -30 °C                      |
| Ioduro d'argento   | -10 °C                      |
| Vaterite           | -9 °C                       |

## Microfisica del ghiaccio

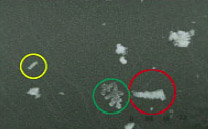
Differenti cristalli di ghiaccio presenti in una nube

Man mano che i cristalli di ghiaccio crescono (fenomeno conosciuto con la terminologia inglese ice multiplication), possono scontrarsi e frantumarsi, dando luogo a molti nuovi cristalli di ghiaccio. Esistono diverse forme di cristalli di ghiaccio che possono urtarsi. Queste forme includono esagoni, cubi, colonne e dendriti. Questo processo è chiamato potenziamento del ghiaccio.

## Aggregazione
Il processo con cui i cristalli di ghiaccio si uniscono è chiamato aggregazione. Ciò avviene quando i cristalli di ghiaccio sono sufficientemente lisci a temperature di -5 °C o superiori, a causa del rivestimento di acqua che circonda il cristallo. I cristalli di ghiaccio di diverse dimensioni e forme cadono con diverse velocità terminali e spesso si scontrano e si uniscono tra loro.

## Accrezione
Quando un cristallo di ghiaccio collide con goccioline d'acqua sopraffuse, il processo viene chiamato accrezione. Le goccioline si congelano all'impatto e possono formare dei graupel. Se il graupel viene reintrodotto nella nube dai venti, può continuare a crescere diventando più grande e più denso, formando infine la grandine.

## Precipitazione
Alla fine, il cristallo di ghiaccio crescerà abbastanza da cadere a causa del suo stesso peso. Potrebbe anche scontrarsi con altri cristalli di ghiaccio e crescere ulteriormente attraverso un processo di coesione, aggregazione o accrezione.
Il processo di Bergeron spesso porta dunque alla precipitazione. Man mano che i cristalli crescono e cadono, passano attraverso la base della nube, che potrebbe essere sopra il punto di congelamento. Ciò fa sì che i cristalli si sciolgano e cadano sotto forma di pioggia. Potrebbe anche esserci uno strato d'aria sotto lo zero al di sotto della base della nube, causando il ricongelamento della precipitazione sotto forma di neve tonda. Allo stesso modo, se lo strato d'aria sotto lo zero si trova vicino alla superficie, la precipitazione può cadere sotto forma di pioggia congelantesi. Il processo potrebbe anche non dare luogo a precipitazione, evaporando prima di raggiungere il suolo, come nel caso della formazione di virga.